# The Heartbreak Kid (película de 1972)
Para leer sobre la versión "remake" del año 2007 de esta película, ver The Heartbreak Kid (película de 2007).
The Heartbreak Kid es una comedia romántica negra de 1972 dirigida por Elaine May, escrita por Neil Simon, y protagonizada por Charles Grodin, Jeannie Berlin, Eddie Albert, Audra Lindley, Doris Roberts y Cybill Shepherd. Está basada en la historia corta "A Change of Plan", escrita por Bruce Jay Friedman.
Jeannie Berlin fue nominada a un Premio Óscar por Mejor Actriz de Reparto, y Eddie Albert fue nominado como Mejor Actor de Reparto.
Ocupa el puesto número 91 en la lista AFI's 100 años... 100 sonrisas, una lista sobre las películas estadounidenses más divertidas de la historia, según el American Film Institute.
Tuvo un remake en el año 2007, también titulado The Heartbreak Kid, dirigida por Peter Farrelly y Bobbby Farrelly, y protagonizada por Ben Stiller, Malin Åkerman y Michelle Monaghan.

## Sinopsis
La historia inicia con Lenny Cantrow (Charles Grodin), que trabaja como vendedor de artículos deportivos. Durante su luna de miel con su esposa Lila (Jeannine Berlin) en el Hotel Doral en Miami Beach, Lenny conoce a una joven estudiante del Medio Oeste alta, rubia, seductora, e ingeniosa, llamada Kelly Corcoran (Cybill Shepherd). Un día, se niega a ponerse protector solar cuando descansa en la playa, y sufre quemaduras de sol severas, lo que reposa en cuarentena en su habitación de hotel. Lenny comienza a salir con Kelly, mintiendo a su esposa sobre su paradero. Lenny impulsivamente decide poner fin a su matrimonio para perseguir a Kelly, pero ella se va a la universidad en Minnesota, donde su padre hostil y algo intolerante (Eddie Albert) resulta un obstáculo implacable.

## Elenco
- Charles Grodin como Lenny Cantrow
- Cybill Shepherd como Kelly Corcoran
- Jeannie Berlin como Lila Kolodny
- Audra Lindley como la Sra. Corcoran
- Eddie Albert como el Sr. Corcoran
- Doris Roberts como la Sra. Cantrow
- Martin Sherman como el Sr. Johnson

## Recepción
La película ha recibido elogios casi de manera universal por parte de la crítica especializada, con una calificación de 90% en Rotten Tomatoes. En particular, The New York Times declaró que es "una comedia estadounidense de primera clase, tan sorprendente como lo fue The Graduate".

## Estado como película perdida
Los derechos de distribución de la película pertenecen a la farmacéutica Bristol-Myers Squibb, la cual decidió comprar de la American Broadcasting Companies la mayoría de las acciones de la compañía productora Palomar Pictures International en 1970. Además de The Heartbreak Kid, produjo The Stepford Wives y The Taking of Pelham One Two Three antes de cerrar la compañía en 1974. A la fecha, no hay interés por parte de Bristol-Myers Squibb de liberar los derechos de exhibición para un relanzamiento de la película en medios físicos o digitales, por lo que la película está considerada como perdida.